# Moranbong (stacja metra)
Moranbong (kor. 모란봉역, pol. Wzgórze piwonii) – stacja linii Ch'ŏllima, systemu metra znajdującego się w stolicy Korei Północnej, Pjongjangu. Otwarta 6 września 1973 roku. W lutym 2024 roku, „T’ongil” zostało usunięte z nazwy stacji ze względu na ogłoszenie przez Kim Dzong Una decyzji o zawieszeniu oficjalnych starań o pokojowe zjednoczenie Korei. Tymczasowo spowodowało to zmianę nazwy tej stacji na „Stacja”. Około sierpnia 2024 roku nazwa stacji została zmieniona na cześć Wzgórza Moranbong (Wzgórza Piwonii) w Pjongjangu.